# 이재훈 (2005년)
이재훈(李材薰, 2005년 3월 13일 ~ )은 대한민국의 축구 선수이다. 포지션은 골키퍼이다. 현재 K리그1의 수원 FC에서 K4리그의 세종 SA로 임대되어 뛰고있다.